# Tony Jarreau
Tony Jarreu (Walker, 31 luglio 1979) è un attore statunitense.

## Biografia
Nato il 31 luglio 1979 a Walker in Louisiana, studiò alla Walker High School prima e a LSU poi.
È noto principalmente per aver interpretato il ruolo di Mess Hall Unisol in Universal Soldier - Il giorno del giudizio.

## Filmografia

### Cinema
- Gli Occhi del Dragone, regia di John Hyams (2012)
- Philly Kid, regia di Jason Connery (2012)
- Universal Soldier - Il giorno del giudizio, regia di John Hyams (2012)
- Blood Relatives, regia di Veleka Gray (2014)

### Televisione
- Making The Grade, telefilm (2013)